# Vaterland live 01/02
Vaterland live 01/02 ist die Live-Version des Studioalbums (2001) des Sängers und Liedermachers Konstantin Wecker. Aufgenommen wurde es auf der Vaterland-Tournee 2001/2002.

## Entstehung und Inhalt
Nachdem die Veröffentlichung der Studio-CD Vaterland einen Tag vor den Terroranschlägen am 11. September 2001 stattgefunden hatte, kann Wecker während der Tournee auf die Ereignisse reagieren. Zunächst bringt er eine aktualisierte Version seines Willy – mittlerweile die vierte. Im anschließenden Lied Amerika weist er darauf hin, dass er es bereits im Frühjahr 2001 geschrieben hat. Sechs weitere Lieder der Vaterland-CD werden für die Liveversion verwendet. Das Lied Wehdam leitet Wecker mit einer Erklärung des Wortes ein, das er bei dem deutsch-amerikanischen Schriftsteller Oskar Maria Graf gefunden hat. Ergänzt wird das Album mit sechs älteren Liedern, dabei lässt er Noch lädt die Erde ein nahtlos in Ich lebe immer am Strand übergehen.

## Live Crew
- Robin Gilchrist (Licht)
- Christoph Bohmeier (Toningenieur)
- Markus Escher (Monitoringenieur)
- Martina Brendt (Klavierstimmerin und Backline)
- Jo Hilscher (Tourneeleiter)
- Manfred Berkard (Management Wecker)
- Günter Bauch (Tourneebegleiter und Merchandising)
- Daniela Malschofsky (Trucking und Merchandising)
- Frank Preußner (Trucking)

## Produktion
Die Aufnahmen stammen aus dem November 2001 in Hannover (Capitol), Hamburg (Musikhalle) und Kiel (Traumfabrik), durchgeführt wurden sie vom Blue Noise Tonstudio Hamburg. Tonmeister waren Bernd Schultze und Florian Sommer, assistiert von Janine Hellmund. Die Überspielung übernahm Christoph Schneider im Skyline Studio Düsseldorf, wo auch Kai Blankenberg das Mastering durchführte. Gemischt wurde von Tom Peschel im Downhill Studio München.
Neben den Produzenten Jens Fischer-Rodrian und Sven Faller waren Konstantin Wecker und Peter Kirsten die Executive Producer. Das Management hatte Manfred Berkard.

## Titelliste
1. Vaterland – 6:37
2. Der Wahnsinn – 3:08
3. Wehdam – 6:29
4. Der Waffenhändlertango – 4:08
5. Noch lädt die Erde ein – 3:09
6. Ich lebe immer am Strand – 5:25
7. Novemberlied – 4:57
8. Allein – 3:41
9. Alles das und mehr – 6:35
10. Wenn die Börsianer tanzen – 2:56
11. Stürmische Zeiten – 8:16
12. Liebesdank – 4:45
13. Willy IV – 9:41
14. Amerika – 4:00

## Booklet
Das Booklet besteht aus einem auf die achtfache CD-Größe auffaltbarem Blatt. Die Innenseite zeigt eine formatfüllende Schwarzweißaufnahme aus Bühnensicht auf das Publikum, Wecker ist von hinten am Klavier sitzend zu sehen, Jo Barnikel von vorn am Keyboard. Oben rechts steht der Text des Waffenhändler-Tangos.
Auf der anderen Seite steht das „Gespräch mit Willy (talking blues)“, die vierte Version des Willy. Wecker erklärt einleitend, weshalb er sich entschieden hat, den eigentlich improvisierten Text abzudrucken. Es ist die Version vom 28. November 2001 in Hamburg.